# Neaux
Neaux – miejscowość i gmina we Francji, w regionie Owernia-Rodan-Alpy, w departamencie Loara.
Według danych na rok 1990 gminę zamieszkiwało 446 osób, a gęstość zaludnienia wynosiła 26 osób/km² (wśród 2880 gmin regionu Rodan-Alpy Neaux plasuje się na 1193. miejscu pod względem liczby ludności, natomiast pod względem powierzchni na miejscu 645.).